# Wolfgang Schirmacher
Wolfgang Schirmacher (1944) è un filosofo e saggista tedesco.
Dal 1982 al 1984 è stato presidente della Schopenhauer-Gesellschaft.

## Biografia
Dopo aver insegnato filosofia all'Università di Amburgo, a New York presso la New School for Social Research e il Politecnico di New York, è divenuto presidente della Schopenhauer-Gesellschaft. Ha diretto il Congresso su Schopenhauer in occasione del 200° anniversario della sua nascita ad Amburgo, acquisendo notorietà come esperto di tale filosofo.
Nel 1984 ha curato l'Annuario Schopenhauer e l'Almanacco Insel 1985 sul filosofo di Amburgo. Autore di numerosi libri e articoli, è redattore delle riviste Schopenhauer-Studien e New York Studies in Media Philosophy.
È anche un filosofo della tecnologia attivo a livello internazionale, con particolare attenzione ai media, all'ingegneria genetica e alle neuroscienze.

## Filosofia
Ispirato da vari post-kantiani e post-hegeliani, è particolarmente influenzato da Arthur Schopenhauer, Karl Marx, Sören Kierkegaard, Friedrich Nietzsche, Martin Heidegger, Theodor W. Adorno, Merleau-Ponty, Georges Bataille, Hannah Arendt, Gilles Deleuze, Jacques Derrida e Jean-François Lyotard.
Schirmacher ritiene che le tecnologie moderne siano la più grande minaccia per il corpo umano. Come i suoi mentori, Schirmacher considera il corpo come il nostro luogo di resistenza, sottoposto alla crescente minaccia del progresso tecnologico.
Definisce questo homo generator come una realizzazione della speranza e della paura dei filosofi successivi a Hegel: 
La tecnologia moderna è il suo ambiguo luogo di nascita. Piuttosto che vedere l'homo generator non è una rappresentazione del trionfo del progresso tecnologico né del movimento verso una forma di vita superiore, quanto piuttosto un ente che deve accettare con coraggio la propria natura mortale nel clima dell'ecocidio.
Esso inizia a realizzare l'esistenza artificiale dell'umanità e assume la forma dell'artista medio, di un generatore della realtà umana e della sua responsabilità per il futuro mondo artificiale. A differenza di altre descrizioni dell'umanità, l'homo generator affronta la nostra capacità di produrre nuove forme di vita per il futuro biologico e spirituale delle masse.
Werner Strombach ha scritto a proposito della sua dissertazione Ereignis Technik - Heidegger und die Frage nach der Technik